# ベイカーベイカーパラドクス
ベイカーベイカーパラドクス（baker-baker paradox, パン屋のベーカーのパラドックス）は、心理現象のひとつ。ある人物を思い浮かべたとき、その人の容姿、趣味、職業、人柄、口癖まで思い出せるのに、名前が思い出せないということがある。このように、その人の他の属性と比較して名前が記憶されにくい（想起しにくい）現象をベイカーベイカーパラドクスという。
この現象名の由来は、同じつづりの単語なのに、名前としてBakerと呈示されるよりも職業としてパン屋（baker）と呈示された方が記憶されやすいことによる。
なお、ニューラルネットワーク理論などで「ベーカーのパラドクス(Baker's paradox)」という語があるが、それとは全く異なる用語である。

## ベイカーベイカーパラドクスが生じる原因
人間の知識は乱雑に構築されているわけではなく、一定の規則に則ってネットワーク状に構築されているとされる。このネットワークでは全ての概念が同レベルにあるのではなく、上位概念と下位概念が相対的に位置している。たとえば「人」は「大学生」の上位概念だが、「生物」の下位概念である。このネットワークにおいて、「個人名」は他の概念と結び付けにくく、貧弱なネットワークしか構築できない。そのため個人名を想起するのにはかなりの努力が必要で、容易に忘却してしまうとされる。